# Bettowynd Creek
Bettowynd Creek är ett vattendrag i Australien. Det ligger i delstaten New South Wales, i den sydöstra delen av landet, omkring 240 kilometer sydväst om delstatshuvudstaden Sydney.
I omgivningarna runt Bettowynd Creek växer huvudsakligen savannskog. Runt Bettowynd Creek är det glesbefolkat, med 9 invånare per kvadratkilometer. Genomsnittlig årsnederbörd är 1 103 millimeter. Den regnigaste månaden är februari, med i genomsnitt 168 mm nederbörd, och den torraste är juli, med 26 mm nederbörd.